# Batalla de Laval
La batalla de Laval va tenir lloc durant la guerra de Vendée.

## Preludi
Després d'haver creuat el Loira, els Vendéans havien ocupat Varades on els seus oficials s'havien reunit en consell el 19 d'octubre de 1793. El general en cap Maurice D'Elbée va resultar ferit i absent, era necessari trobar un substitut, els oficials llavors va proposar el rang de generalíssim a Louis Marie de Lescure, però aquest va haver de rebutjar l'oferta argumentant que la seva lesió era massa greu. En canvi, Lescure va proposar nomenar Henri de La Rochejaquelein. Aquest darrer, després d'un moment de vacil·lació, finalment va acceptar i es va convertir així, als 21 anys, en general en cap dels Vendéans.
Tot i això, la junta també va haver de decidir com procedir. L'objectiu era elevar els habitants de Bretanya i del comtat de Laval, principalment favorables als reialistes. Per mantenir el contacte amb Charette, Lescure va proposar marxar a Nantes, la guarnició de la qual era molt petita. No obstant això, La Trémoïlle, que posseïa moltes terres al comtat de Laval, va proposar prendre Laval primer, on va dir que la influència que va tenir en aquesta província provocaria l'aixecament de desenes de milers d'homes. La Rochejaquelein va acceptar aquest projecte.

## Batalla
El 20 d'octubre, l'exèrcit va marxar cap a Laval; al seu pas, va desbordar fàcilment les febles guarnicions d'Ingrandes i Candé el mateix dia, després les de Segré i Château-Gontier el 21.
El 22 d'octubre, els Vendeans eren davant de Laval, aquesta vegada defensats per 6.000 homes. El convencional François Joachim Esnue-Lavallée encarrega a 15.000 voluntaris que els deneguen l'entrada. Tanmateix, els republicans no van oferir una defensa molt important: des del primer assalt de Vendée, el general Letourneur va ordenar la retirada, que es va convertir en una derrota, les tropes es van dispersar al camp.
Totes aquestes victòries fàcilment obtingudes van augmentar la moral dels vendeans, la població de Laval dels quals havia ofert una càlida acollida i es va comprometre a proporcionar-los menjar i subministraments. Els generals de la Vendée van decidir quedar-se uns dies a Laval per esperar reforços i descansar les tropes, esgotats per les llargues marxes dels dies anteriors. Després que els vendéans entressin a Laval, la senyora de Monfrand va aconseguir salvar un gran nombre de patriotes que els soldats catòlics, irritats per les massacres de Candé, van voler matar.
Mentrestant, l'exèrcit occidental no va creuar el Loira a Angers i Nantes fins al 22 d'octubre, deixant enrere Haxo per combatre Charette.
En aquestes circumstàncies, els administradors del departament de Mayenne, per evitar que els detinguts, sacerdots refractaris i sospitosos, entre els quals hi havia alguns patriotes, fossin lliurats pels vendéans, van decidir fer-los allunyar del teatre de guerra.
- article detallat (Evacuació de Laval (1793)